# Edmund Cibis
Edmund Cibis (ur. w 1955 r. w Naczęsławicach) – polski technolog żywności i żywienia, specjalizujący się w biotechnologii; nauczyciel akademicki związany z Uniwersytetem Ekonomicznym we Wrocławiu.

## Życiorys
Urodził się w 1955 roku w Naczęsławicach na Opolszczyźnie, gdzie się wychował. Po ukończeniu szkoły podstawowej uczęszczał do I Liceum Ogólnokształcącego im. Henryka Sienkiewicza w Kędzierzynie-Koźlu, które ukończył w 1974 roku, zdając pomyślnie maturę. Niedługo po ukończeniu szkoły średniej podjął studia na Politechnice Wrocławskiej, uzyskując w 1980 roku dyplom magistra inżyniera matematyki stosowanej.
Bezpośrednio po zakończeniu studiów znalazł zatrudnienie jako asystent w Katedrze Inżynierii Procesowej Instytutu Chemii i Technologii Żywności Akademii Ekonomicznej im. Oskara Langego we Wrocławiu (obecnie Uniwersytet Ekonomiczny), gdzie pracuje do dzisiaj, przechodząc tam przez wszystkie szczeble awansu zawodowego przez adiunkta po profesora nadzwyczajnego. W 1987 roku otrzymał stopień naukowy doktora nauk rolniczych w zakresie technologii i chemii żywności na wrocławskiej uczelni ekonomicznej. W 2005 roku Rada Wydziału Nauk o Żywności i Żywieniu Akademii Rolniczej im. Augusta Cieszkowskiego w Poznaniu nadała mu stopień naukowy doktora habilitowanego nauk rolniczych w zakresie technologii żywności i żywienia o specjalności biotechnologia na podstawie rozprawy nt. Tlenowa biodegradacja skrobiowych wywarów gorzelniczych za pomocą mieszanej kultury bakterii termo- i mezofilnych z rodzaju Bacillus. W 2012 roku prezydent Polski Bronisław Komorowski nadał mu tytuł profesora nauk rolniczych.
Podczas pracy naukowej odbył dwa staże naukowe w Niemczech. W 1987 roku przebywał na Uniwersytecie w Greifswaldzie, a w 1992 roku na Uniwersytecie w Hanowerze. Na swojej uczelni pełnił kilka istotnych funkcji organizacyjnych takich jak: prodziekan ds. studiów niestacjonarnych Wydziału Inżynieryjno-Ekonomicznego (2008-2012) oraz prorektor ds. dydaktyki (od 2012). Jest członkiem Polskiego Towarzystwa Technologów Żywności.

## Dorobek naukowy
Zainteresowania naukowe koncentrują się wokół tematyki związanej z technologią żywności i żywienia oraz biotechnologią środowiska. Był on wykonawcą, głównym wykonawcą lub kierownikiem w 10 projektach badawczych, w tym w 3 finansowanych ze środków Unii Europejskiej. Opublikowany przez niego dorobek naukowo-badawczy liczy około 100 pozycji autorskich i współautorskich. Wypromował jak do tej pory 1 doktora.